# 兰德特
兰德特，是西班牙卡斯蒂利亚-拉曼恰昆卡省的一个市镇。总面积79平方公里，总人口1440人（2001年），人口密度18人/平方公里。